# 长丰街道 (武汉市)
长丰街道，是中华人民共和国湖北省武汉市硚口区下辖的一个乡镇级行政单位。

## 行政区划
长丰街道下辖以下地区：
长丰社区、正康社区、百泽社区、天勤社区、田庄社区、天顺社区、常码社区、丰竹园社区、常码头村、建荣村、长丰村、东风村和永利村。